# اکسیلس
اکسیلس (به ایتالیایی: Exilles) یک کومونه در ایتالیا است که در استان تورین واقع شده‌است.

## خصوصیات
اکسیلس ۴۴٫۳۲ کیلومترمربع مساحت و ۲۶۲ نفر جمعیت دارد و ۸۷۰ متر بالاتر از سطح دریا واقع شده‌است.

## خواهرخوانده
شهر Château-Ville-Vieille خواهرخواندهٔ اکسیلس هست.